# Selasphorus calliope
Selasphorus calliope е вид птица от семейство Колиброви (Trochilidae).

## Разпространение
Видът е разпространен в Канада, Мексико и САЩ.